# 1946 год в авиации
Список событий в авиации в 1946 году.

## События
- 15 февраля — первый полёт американского поршневого авиалайнера Douglas DC-6.[1]
- 28 февраля — первый полёт американского реактивного истребителя F-84 Thunderjet.[1]
- 15 марта — образовано Министерство авиационной промышленности СССР.
- 21 апреля — сформирована американская пилотажная группа Голубые Ангелы.
- 24 апреля — первый полёт МиГ-9 первого советского турбореактивного истребителя, поднявшегося в воздух.
- 24 апреля — первый полёт Як-15 выполнил лётчик-испытатель М. И. Иванов.
- 25 мая — начала свою деятельность авиакомпания National Airways.
- 5 июня — совершил первый полёт прототип аргентинского бомбардировщика FMA I.Ae. 24 Calquín[2][3].
- 14 июля — начала свою деятельность авиакомпания Comair.
- 21 июля — первый взлёт реактивного самолёта с палубы авианосца в истории США. Истребитель FH-1 Phantom.[4]
- 26 июля — основана авиакомпания Aloha Airlines.
- 1 августа — основана авиакомпания SAS.
- 8 августа — первый полёт совершил американский межконтинентальный бомбардировщик Convair B-36.
- 17 августа — первый полёт Ил-18 (первый с таким названием), четырёхмоторного авиалайнера с гермокабиной большого объёма.
- 24 сентября — основана авиакомпания Cathay Pacific.
- 22 октября — первый полёт истребителя МиГ-9.
- 19 ноября — состоялся первый в истории полёт аппарата с маршевым ПВРД, Leduc 010.
- 27 ноября — первый полёт пассажирского самолёта Ту-70 (экипаж Ф.Ф. Опадчего)

### Без точной даты
- Основана авиакомпания Alitalia.
- Основана авиакомпания Canadian Helicopters.
- Основана авиакомпания First Air.
- Основана авиакомпания Syrian Arab Airlines.
- Основана авиакомпания Бурундайавиа.

## Персоны

### Скончались
- 2 октября — Гроховский, Павел Игнатьевич, советский конструктор, изобретатель и организатор производства парашютной, авиационной и воздушно-десантной техники.
- 3 ноября — Лисунов, Борис Павлович, русский и советский авиаконструктор, инженер-полковник, организатор производства самолёта Ли-2 (названного в его честь).